# Осока лесная
Осо́ка лесна́я (лат. Carex sylvatica) — многолетнее травянистое растение вид рода Осока (Carex) семейства Осоковые (Cyperaceae).

## Ботаническое описание

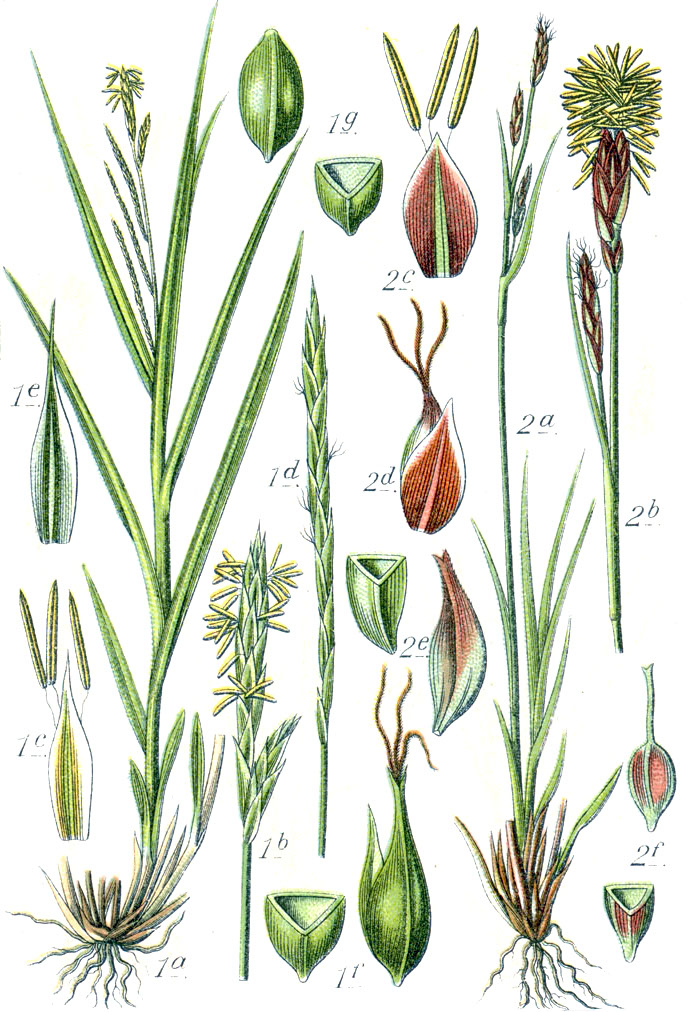
1 — Carex sylvatica

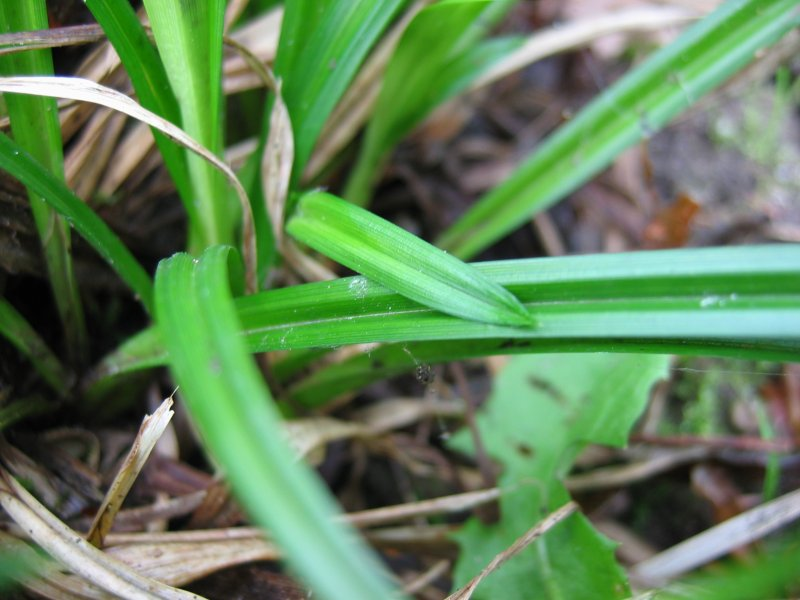
Листья

Зелёное или ярко-зелёное растение с деревянистым корневищем, образующим рыхлые дерновины.
Стебли кверху тонкие и поникающие, гладкие, 30—100 см высотой, у основания одетые светло-бурыми цельными влагалищами.
Листья мягкие, широколинейно-ланцетные, (3—4)5—15(20) мм шириной, короче стебля.
Верхние 1—2 колоска тычиночные, линейно-ланцетные, 2—3,5(4) см длиной, с яйцевидными и острыми или притуплёнными, желтовато-зелёными или светло-ржавыми чешуями; остальные 2—5(7) — пестичные (иногда верхние из них андрогинные), расставленные до половины репродуктивного побега или на весь побег, рыхлоцветковые, узко- и длинно-цилиндрические, 3—4,5(6,5) см длиной, на длинных тонких или утолщённых остро-шероховатых или гладких ножках до 4—5 см длиной или верхние до 0,5 см длиной, а нижние до 10—12 см длиной, поникающие или верхние прямые, а нижние поникающие, нижние иногда ветвистые. Тычиночный колосок превышает верхний пестичный или расположен на одном с ним уровне. Ножки нижних пестичных колосков выступают из влагалищ верхних листьев более, чем на 2 см. Чешуи пестичных колосков яйцевидные, быстро шиповидно-заострённые, посредине клиновидно-зелёные, к краям белёсо-перепончатые, короче мешочков. Мешочки трёхгранные, не вздутые, эллиптические или обратнояйцевидные, (3,5)4,7—6 мм длиной, бледно-зелёные или зеленоватые, позже буроватые, перепончатые, без жилок или, редко, с 1—2 жилками при основании, резко суженные в длинный двузубчатый или цельный носик; носик гладкий или, иногда, с 1—2 шипиком при основании, с короткими или хорошо развитыми мягкими белоперепончатыми зубцами. Рылец 3. Нижний кроющий лист с длинным влагалищем до 5 см длиной и пластинкой короче соцветия, но превышающей колосок.
Плод без карпофора. Плодоносит в мае—июне.
Число хромосом 2n=58.
Вид описан из Англии.

## Распространение
Северная Европа: кроме Финляндии; Атлантическая, Центральная и Южная Европа; Прибалтика; Европейская часть России: все районы, кроме Арктики, Карело-Мурманского, Двино-Печорского, Причерноземья, низовий Дона и Волги, в Волжско-Камском Средний Урал (Кыштым) и Южный Урал; Беларусь; Украина; Молдова; Кавказ; Западная Сибирь: Кемеровская область, Алтай; Западная Азия: Северная Турция, Кипр, Сирия, Ливан, Северный Иран; Северо-Западная Африка; Северная Америка: восток, заносное.
Растёт в тенистых широколиственных и смешанных, в буковых и пихтовых лесах, на опушках, среди кустарников, в старых парках, на лесных и субальпийских лугах.

## Систематика
В пределах вида выделяются три подвида:
- Carex sylvatica subsp. latifrons (V.I.Krecz.) Ö.Nilsson — Осока широколистная; от Турции до Западного Кавказа
- Carex sylvatica subsp. paui (Sennen) A.Bolтs & O.Bolтs — Северо-Восточная Испания, Северо-Западная Африка
- Carex sylvatica subsp. sylvatica — от Европы до Ирана и Северо-Западной Африки